# Final da Liga Conferência Europa da UEFA de 2023–24
A Final da Liga Conferência Europa da UEFA de 2023–24 foi a partida final da Liga Conferência Europa da UEFA de 2023–24, a terceira final da terceira principal competição de clubes de futebol da Europa organizada pela UEFA. Foi disputada em 29 de maio de 2024 no Estádio Agia Sophia em Atenas na Grécia.
Os vencedores qualificaram-se para entrar na fase de grupos da Liga Europa da UEFA de 2024–25,[carece de fontes?] a menos que já tenham se classificado para a Liga dos Campeões ou Liga Europa por meio de seu desempenho na liga (nesse caso, a lista de acesso será reequilibrada).

## Escolha da Sede
Em 21 de junho de 2022, a UEFA abriu o processo de licitação para a final, que ocorre paralelamente à final de 2025.[carece de fontes?] Os licitantes interessados podem fazer lances para uma ou ambas as finais. Os locais propostos devem ter relva natural e ser classificados como um estádio de categoria quatro da UEFA, com uma capacidade bruta entre 30.000 e 50.000, preferencialmente. O cronograma de licitação é o seguinte:
- 21 de junho de 2022: Candidaturas formalmente convidadas
- 31 de agosto de 2022: Data limite para registro de intenção de licitação
- 7 de setembro de 2022: requisitos de licitação disponibilizados aos licitantes
- 3 de novembro de 2022: Envio do dossiê preliminar de licitação
- 23 de fevereiro de 2023: Envio do dossiê de licitação final
- 28 de junho de 2023: Nomeação do anfitrião

O Comitê Executivo da UEFA nomeou o Estádio Agia Sophia como sede durante o encontro em Nyon, Suíça, em 28 de junho de 2023. Como o estádio era novo e nunca foi operado pelo clube para competições internacionais, o local esteve sujeito a um período de observação até novembro de 2023 para partidas disputadas nas competições de clubes da UEFA e na qualificação para a Eurocopa de 2024. Caso o local atendesse aos requisitos, a nomeação seria confirmada oficialmente em dezembro de 2023.

## Caminho até a final
Nota: Em todos os resultados abaixo, os gols dos finalistas é dado primeiro (C: casa; F: fora).
| Pos. | Equipe     | Pts |
| ---- | ---------- | --- |
| 1    | West Ham   | 15  |
| 2    | Freiburg   | 12  |
| 3    | Olympiacos | 7   |
| 4    | TSC        | 1   |

| Pos. | Equipe      | Pts |
| ---- | ----------- | --- |
| 1    | Fiorentina  | 12  |
| 2    | Ferencváros | 10  |
| 3    | Genk        | 9   |
| 4    | Čukarički   | 0   |

## Partida
A final foi disputada em 29 de maio de 2024.
| 29 de maio de 2024 | Olympiacos    | 1–0 (pro) | Fiorentina | Estádio Agia Sophia, Atenas, Grécia        |
|                    | El Kaabi 116' | Relatório |            | Público: 26 842 Árbitro: Artur Soares Dias |

| Olympiacos | Fiorentina |